# Monumento a los Caídos por España
Het Monumento a los Caídos por España (Nederlands: Monument voor hen die sneuvelden voor Spanje), ook bekend als El Obelisco of - vóór 1985 - Monumento a los Héroes del Dos de Mayo (Monument voor de helden van 2 mei) is een oorlogsmonument in Madrid, Spanje.

## Geschiedenis
Na de Opstand van Dos de Mayo (1808) werd besloten een monument op te richten ter nagedachtenis aan de gesneuvelde Spanjaarden. In 1820 werd er overleg gepleegd, waarbij de architect Isidro González Velázquez als winnaar uit de bus kwam. Op 21 april 1821 werd met de bouw van het monument begonnen. Tijdens de restauratie naar het absolutisme (1814-1833) moest het werk echter worden stilgelegd. In 1836 besloot het gemeentebestuur van Madrid tot hervatting van de werkzaamheden. De inauguratie van het monument vond plaats op 2 mei 1840, precies tweeëndertig jaar na de gebeurtenissen.

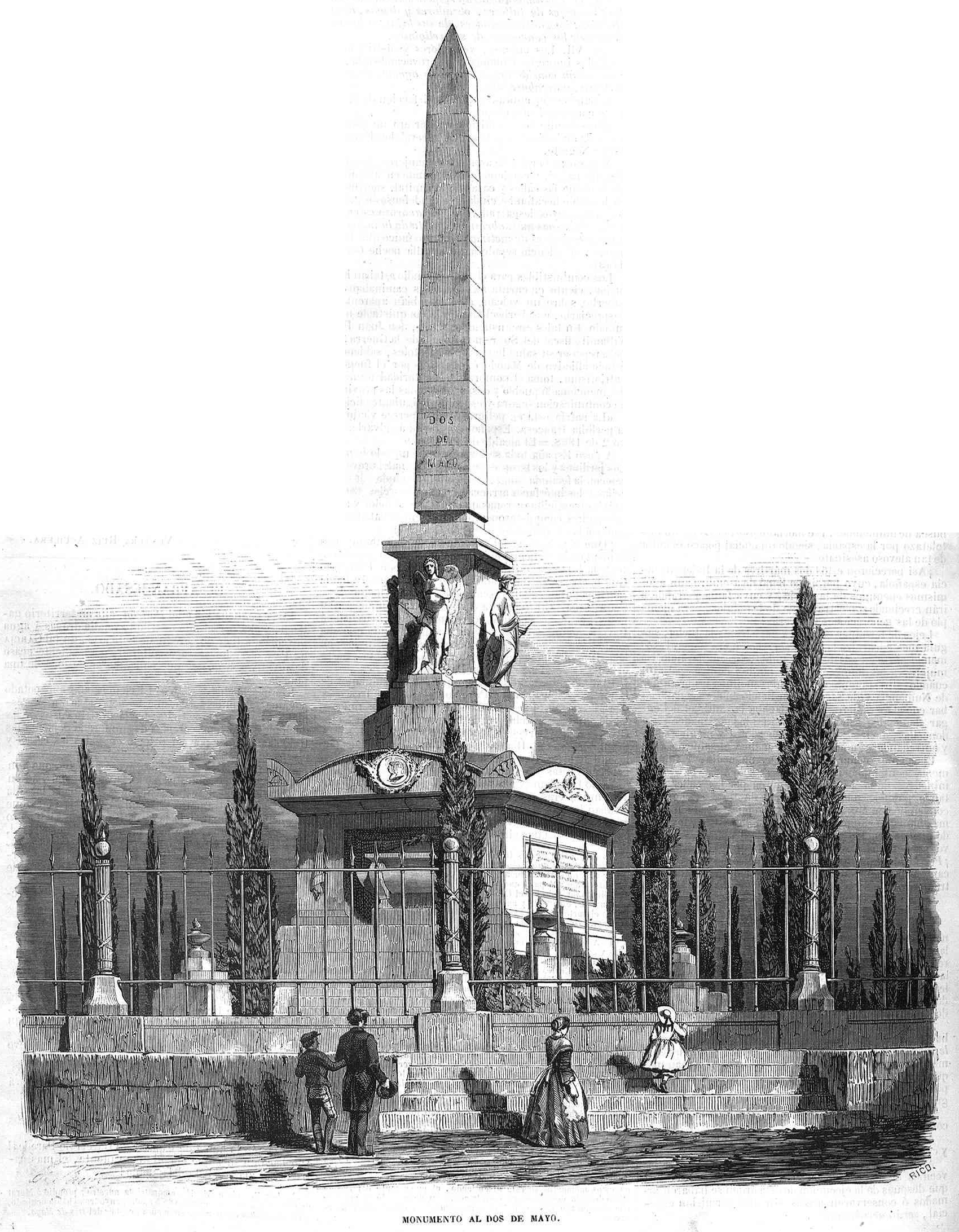
Monumento al Dos de Mayo, in het Spaanse tijdschrift El Museo Universal (jaargang 1858)

Op 22 november 1985 werd het monument door koning Juan Carlos ingewijd tot oorlogsmonument voor alle Spanjaarden, niet enkel voor hen die stierven tijdens de Spaanse Onafhankelijkheidsoorlog. Vanaf dit jaar brandt er een eeuwige vlam (afgezien van een periode in het begin van de jaren negentig, toen het gas tijdelijk werd afgesloten omdat het Spaanse Ministerie van Defensie de rekening niet betaalde). Zo krijgt het monument de status van nationaal oorlogsmonument, vergelijkbaar met monumenten in andere landen (het zogenaamde 'Graf van de onbekende soldaat').

## Beschrijving
Het monument bestaat uit vier delen. Voor het vierkante onderdeel van de sokkel aan de westkant bevindt zich een sarcofaag met de as van de Madrilenen die op 2 en 3 mei gefusilleerd werden. Op de sarcofaag staan ook de bustes van de twee kapiteins die de opstand tegen de Fransen leidden: Luis Daoíz en Pedro Velarde. Boven op de sokkel staat een kleinere voet, waarop vier allegorische beelden staan, achtereenvolgens de onverstoorbaarheid, de moed, de deugd en de liefde voor het vaderland. Op de sokkel staat een obelisk van steen.
Het monument staat op het Plaza de la Lealtad (Plein van de Trouw), niet ver van de Museo del Prado en de Beurs van Madrid. Dit is de plek waar enkele tientallen Spanjaarden gefusilleerd werden in opdracht van de Franse generaal Murat.